# Cteniopus
Cteniopus är ett släkte av skalbaggar som beskrevs av Antoine Joseph Jean Solier 1835. Cteniopus ingår i familjen svartbaggar.
Släktet innehåller bara arten Cteniopus sulphureus.

## Bildgalleri

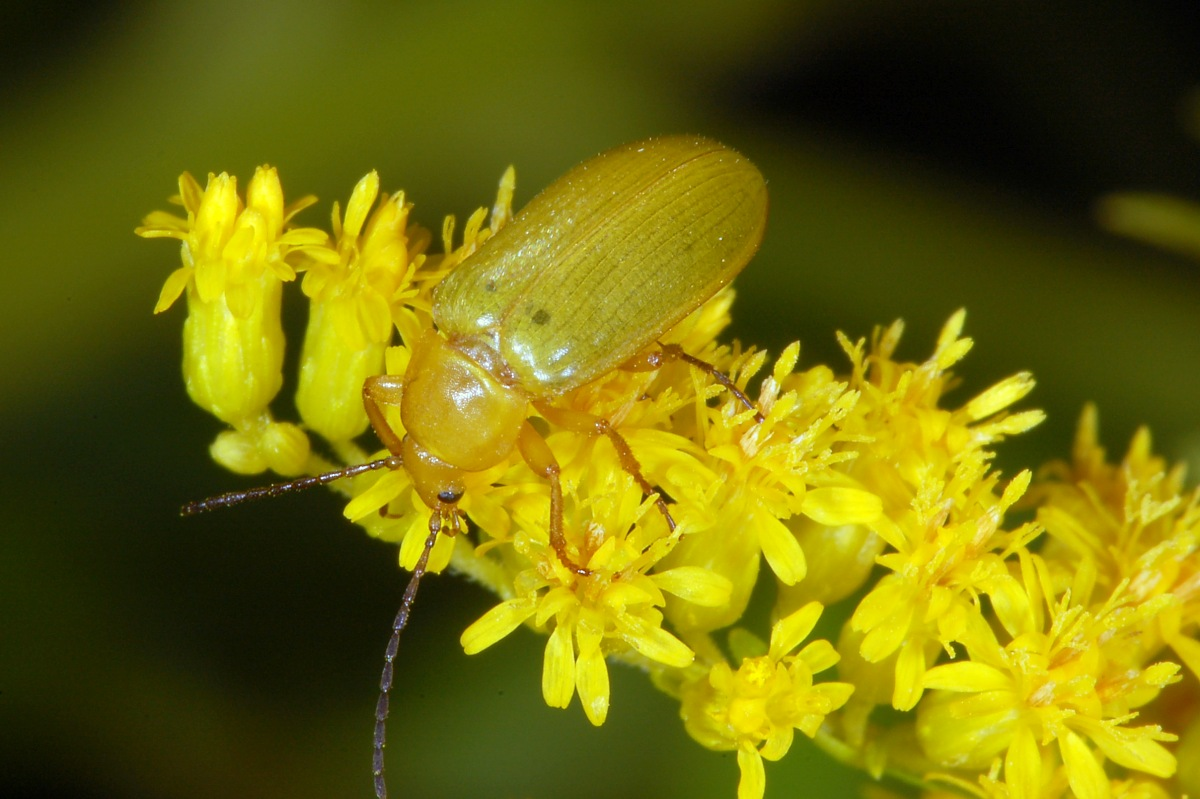
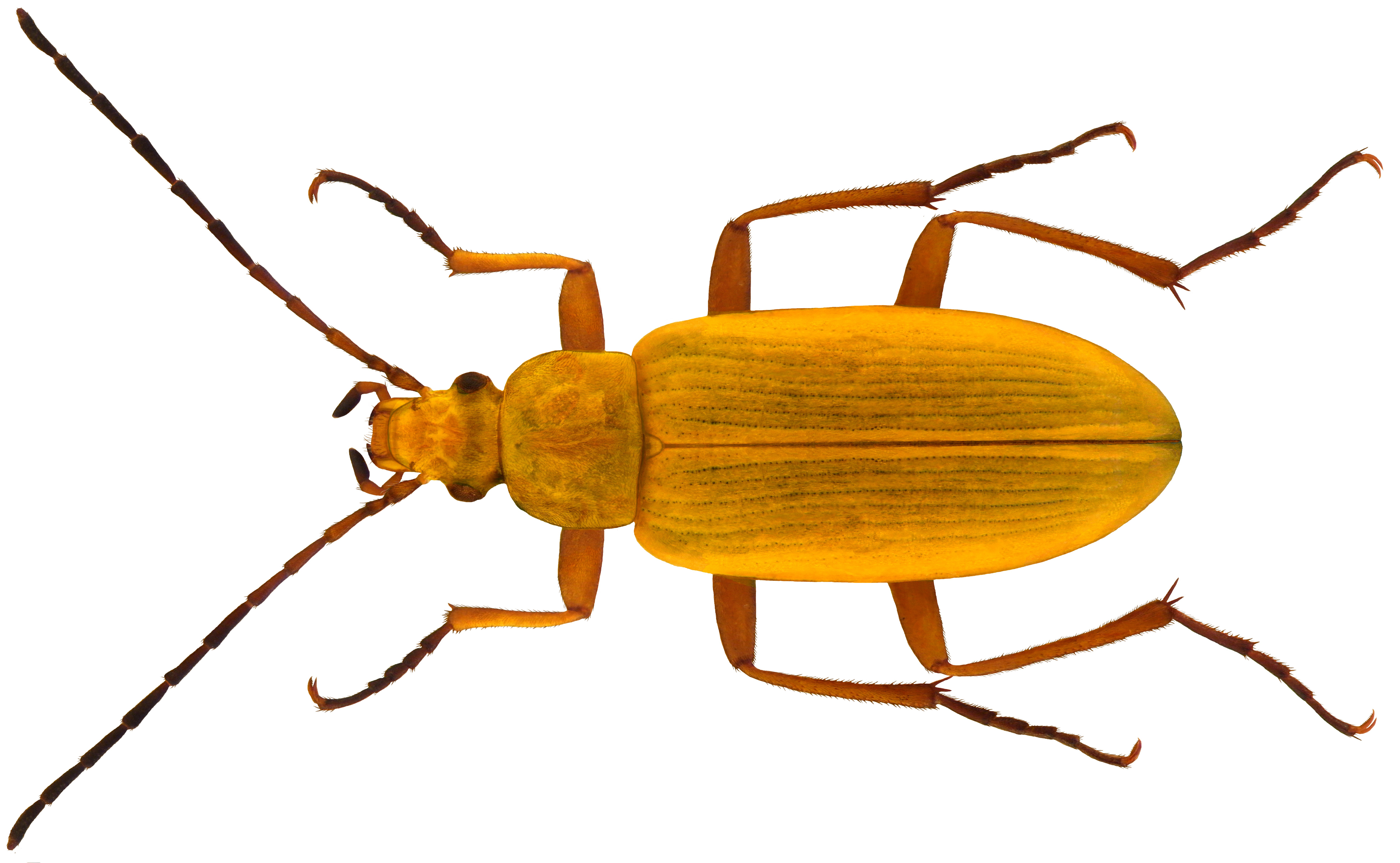
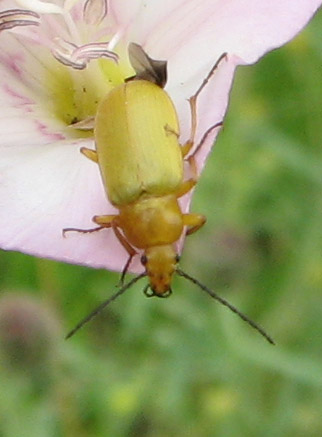
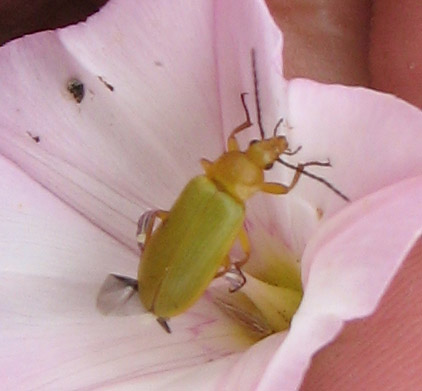
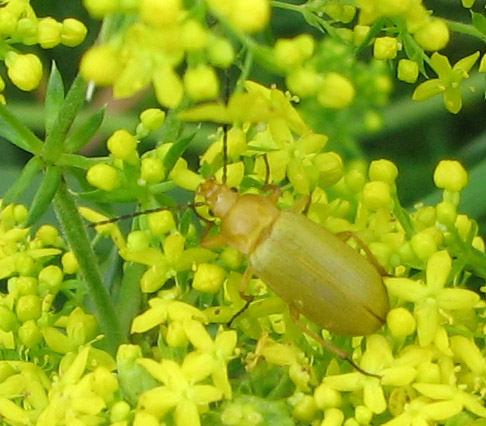
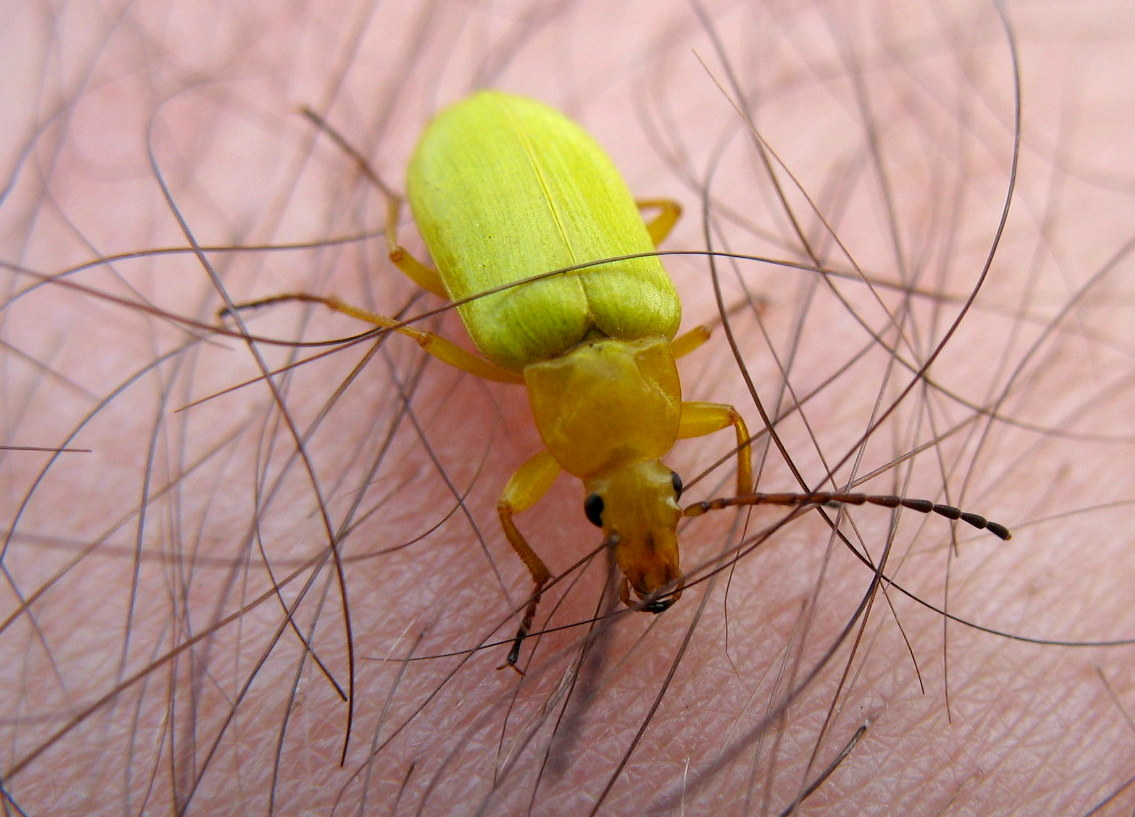